# Reinado Internacional del Café
Cuộc thi Reinado Internacional del Café (Nữ hoàng cà phê quốc tế) là một cuộc thi sắc đẹp, tương tự là Reinado Continental del Café (Nữ hoàng cà phê lục địa) ra đời vào năm 1957. Cuộc thi có trụ sở chính và tổ chức ở Manizales, Colombia vào tháng 1 thường niên trong Feria de Manizales, và được tổ chức bởi Instituto de Cultura y Turismo de Manizales.
Đương kim Reinado Internacional del Café hiện tại là Ismelys Velásquez Lugo đến từ Venezuela và Đương kim Reinado Continental del Café hiện tại là Maria Eduarda Valotto đến từ Brasil.

## Danh sách Hoa hậu

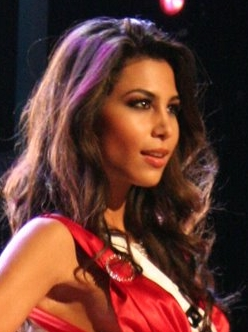
Reinado Internacional del Café 2008, Jessica Jordan, Bolivia

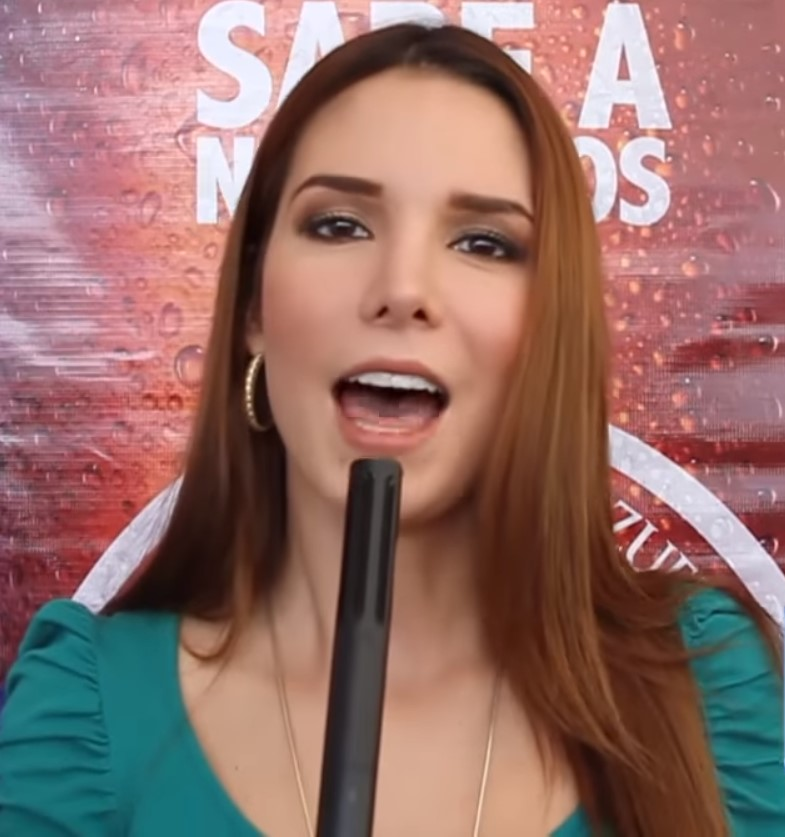
Reinado Internacional del Café 2013, Ivanna Vale, Venezuela

| Năm  | Reinado Internacional del Café | Quốc gia           | Virreina Internacional del Café         | Quốc gia           |
| ---- | ------------------------------ | ------------------ | --------------------------------------- | ------------------ |
| 1957 | Análida Alfaro                 | Panama             | –                                       | –                  |
| 1959 | Denise Guimarães               | Brazil             | Norma Rivas García                      | Honduras           |
| 1961 | Mercedes Carrascosa            | Brazil             | Martha Ruth Fiorilo Guzmán              | Bolivia            |
| 1963 | Ana de Lourdes Zúñiga          | Honduras           | Bertha Luz Rosell Zapata                | Peru               |
| 1972 | María Stella Volpe             | Paraguay           | Ximena Moreno Ochoa                     | Ecuador            |
| 1973 | Alicia Daneri                  | Argentina          | María del Rosario Carranza Ulloa        | Costa Rica         |
| 1974 | Luz María Osorio               | Colombia           | Hilda Elvira Carrero García             | Venezuela          |
| 1975 | Paulina Murgas Rieder          | Colombia           | María Violeta Rentería                  | Chile              |
| 1976 | María de los Angeles González  | Puerto Rico        | Morena Guadalupe Cuadra Mora            | Nicaragua          |
| 1979 | Paulina Leighton               | Chile              | Ana María Ramírez Roa                   | Colombia           |
| 1981 | Milagros Germán                | Dominican Republic | Ana Patricia Núñez Romero               | Mexico             |
| 1982 | Eddy Cano                      | Colombia           | María Lucila del Rosario Boggiano Lacca | Peru               |
| 1983 | Karen Mertens                  | Chile              | Lorena León García                      | Mexico             |
| 1984 | Ollie Thompson                 | Honduras           | Rosana María Protto Zavala              | Peru               |
| 1985 | Márcia Canavezes               | Brazil             | Patricia Anne-Marie Kuypers Espejo      | Peru               |
| 1987 | Mariella Princic               | Argentina          | Claudia Pfister Godoy                   | Guatemala          |
| 1988 | Ana Márcia Marques             | Brazil             | Maribel "Bonny" Rey                     | Venezuela          |
| 1989 | Luana Freer                    | Costa Rica         | Nuria María Puig Raygata                | Peru               |
| 1990 | Daniela Thieme                 | Chile              | Julieta Posla Fuentes                   | Costa Rica         |
| 1991 | Viviana Muñoz                  | Costa Rica         | Olga Isabel Ceballos Maya               | Colombia           |
| 1992 | Margaret Geymonat              | Uruguay            | Yumi Kuwano                             | Nhật Bản           |
| 1993 | Sabina Arenas                  | Colombia           | Juliandra Cox Heyd                      | United States      |
| 1994 | Brenda Robles                  | Puerto Rico        | Márcia Suzana Castro Oliveira           | Portugal           |
| 1995 | Regilaine Bittencourt          | Brazil             | Carmen Milena Mayorga                   | El Salvador        |
| 1996 | Cándida Lara                   | Dominican Republic | Karla Koning                            | Brazil             |
| 1997 | Mónica Chacón                  | Peru               | Marena Josefina Bencomo Jiménez         | Venezuela          |
| 1998 | Jairam Navas                   | Venezuela          | Ana Belén Ugena Gutiérrez               | Spain              |
| 1999 | Daira Lambis                   | Venezuela          | Carloty María Veras García              | Dominican Republic |
| 2000 | Cristine de Mezerville         | Costa Rica         | Marianela Salazar Guillén               | Panama             |
| 2001 | Francine Eickemberg            | Brazil             | Eva Ruiz Torres                         | Mexico             |
| 2002 | Katharina Berndt               | Germany            | Claudia Andrea Arano Antelo             | Bolivia            |
| 2003 | Raquel Loureiro                | Portugal           | Priscila Rosa dos Santos                | Brazil             |
| 2004 | Daniela Scholz                 | Germany            | Silvia Oliveira Dias                    | Portugal           |
| 2005 | Aránzazu Amoedo                | Spain              | Yadira Geara Cury                       | Dominican Republic |
| 2006 | Alice Panikian                 | Canada             | Evangelina María García                 | Argentina          |
| 2007 | Fabriella Quesada              | Costa Rica         | Tania Ladeiro García                    | Spain              |
| 2008 | Jéssica Jordan                 | Bolivia            | Camila Fernández Carvalho               | Uruguay            |
| 2009 | Alejandra Mesa                 | Colombia           | Ana Montabés Martínez                   | Spain              |
| 2010 | Mariana Notarangelo            | Brazil             | Iwona Wyrzykowka                        | Poland             |
| 2011 | Sofinel Báez                   | Dominican Republic | Ángela Julieta Ruiz Pérez               | Venezuela          |
| 2012 | Ximena Vargas                  | Bolivia            | Yoselín Rincón Castillo                 | Colombia           |
| 2013 | Ivanna Vale                    | Venezuela          | Claudy Jessy Blandon Romaña             | Colombia           |
| 2014 | Priscila Durand                | Brazil             | Estefania Muñoz Jaramillo               | Colombia           |
| 2015 | Yuri Uchida                    | Nhật Bản           | Márcia Assunção                         | Portugal           |
| 2016 | Maydeliana Díaz                | Venezuela          | Júlia do Vale Horta                     | Brazil             |
| 2017 | Marilú Acevedo                 | Mexico             | Kerelyne Isell Campigotti Webster       | Honduras           |
| 2018 | Carmen Serrano                 | Spain              | Marta Magdalena Stepien                 | Canada             |
| 2019 | Scarlet Sánchez                | Colombia           | Yesenia Barrientos                      | Bolivia            |
| 2020 | Iris Yazminhe Guerra Rivera    | El Salvador        | Laura Mojica Romero                     | Mexico             |
| 2022 | Ismelys Velásquez Lugo         | Venezuela          | Maria Eduarda Valotto                   | Brazil             |

## Danh sách Á hậu
| Năm  | Á hậu 1                                           | Á hậu 2                                                 | Á hậu 3                                         | Á hậu 4                                |
| ---- | ------------------------------------------------- | ------------------------------------------------------- | ----------------------------------------------- | -------------------------------------- |
| 1957 | –                                                 | –                                                       | –                                               | –                                      |
| 1959 | Cristina Emilia Álvarez · Cộng hòa Dominica       | –                                                       | –                                               | –                                      |
| 1961 | Frances Ordóñez Rheinboldt · Honduras             | –                                                       | –                                               | –                                      |
| 1963 | Blanca Stella Arbeláez Tavares · Colombia         | –                                                       | –                                               | –                                      |
| 1972 | Jeannette Amelia Donzella Sánchez · Venezuela     | –                                                       | –                                               | –                                      |
| 1973 | Ana María Dibos Silva · Perú                      | –                                                       | –                                               | –                                      |
| 1974 | Vera Soto Jiménez · Costa Rica                    | –                                                       | –                                               | –                                      |
| 1975 | Susana Beatriz Vire Ferreira · Paraguay           | –                                                       | –                                               | –                                      |
| 1976 | Miguelina Sánchez Rodríguez · Cộng hòa Dominica   | –                                                       | –                                               | –                                      |
| 1979 | Claudia María Iriarte · Guatemala                 | –                                                       | –                                               | –                                      |
| 1981 | Ligia Iveth Martínez Noack · Guatemala            | –                                                       | –                                               | –                                      |
| 1982 | Ilma Julieta Urrutia Chang · Guatemala            | –                                                       | –                                               | –                                      |
| 1983 | María Mercedes Ramos Peña · Colombia              | –                                                       | –                                               | –                                      |
| 1984 | María Eugenia Maldona Vásquez · México            | –                                                       | –                                               | –                                      |
| 1985 | Cilinia Prada Acosta · Panama                     | Clara Inés García Perthuz · Colombia                    | Maria Sol Corral Zambrano · Ecuador             | –                                      |
| 1987 | Lydia Ana Labarca Birke · Chile                   | –                                                       | –                                               | –                                      |
| 1988 | Marilú Bustamante Ibarra · Perú                   | Jacqueline Soñé Alfonseca · Cộng hòa Dominica           | Mónica Liliana Carrascal Pacheco · Colombia     | –                                      |
| 1989 | Rosa Elena Villanueva Monegra · Cộng hòa Dominica | Gisel Silva Sienra · Uruguay                            | Carmiña Cerdán Suárez · Colombia                | –                                      |
| 1990 | Ángela María Rivero Restrepo · Colombia           | Elba Morales Borges · Puerto Rico                       | Emiliana Rodríguez Leitacón · Paraguay          | –                                      |
| 1991 | Vanessa Mirna Razzore Oyola · Argentina           | Ana Isabel Cayarga de la Hoz · Guatemala                | Brenda Hamor · Hoa Kỳ                           | –                                      |
| 1992 | Carmen Beliza Martínez Ebrat · Colombia           | Silke Julieta Schilling Perdomo · Guatemala             | Shauna Lyn Searles Grant · Hoa Kỳ               | –                                      |
| 1993 | Claudia Bastón Mosquera · Argentina               | Cristiane Xavier Nunes · Brasil                         | Patricia Campos Hernández · México              | –                                      |
| 1994 | Carmen Elena "Kalena" Díaz Molina · Venezuela     | Beatriz Eugenia Henríquez Pinto · El Salvador           | Vanessa de Souza Gurgel · Brasil                | –                                      |
| 1995 | Yoseany Miglenis Finol Leidenz · Venezuela        | Desirée Louny Lowry Rodríguez · Puerto Rico             | Vielka Valenzuela Lama · Cộng hòa Dominica      | –                                      |
| 1996 | Patsy Janet Álvarez Pérez · Colombia              | –                                                       | –                                               | –                                      |
| 1997 | Gladys Buitrago Caicedo · Colombia                | Rebeca Escalante Trejos · Costa Rica                    | Alexandra Ochoa Hincapié · Aruba                | –                                      |
| 1998 | María Luisa Ureña Salazar · Costa Rica            | –                                                       | –                                               | –                                      |
| 1999 | Carolina Arredondo · Chile                        | –                                                       | –                                               | –                                      |
| 2000 | Renata Piotrowska · Ba Lan                        | –                                                       | –                                               | –                                      |
| 2001 | Yolanda Mencia García · Tây Ban Nha               | Magdalena Szarek · Ba Lan                               | Daniela Alejandra Stucan Figliomera · Argentina | –                                      |
| 2002 | Aura Consuelo Zambrano Alejos · Venezuela         | Johanna Cure Lemus · Colombia                           | Gamalis Fermín Cotto · Puerto Rico              | –                                      |
| 2003 | Carolina Miranda · Panama                         | Carol M. Arciniegas · Cộng hòa Dominica                 | Lidia Sánchez Zaforas · Tây Ban Nha             | –                                      |
| 2004 | Silvana Santaella Arellano · Venezuela            | Laura García Alba · Tây Ban Nha                         | Melissa del Carmen Piedrahíta Meléndez · Panama | –                                      |
| 2005 | Christiana Marzek · Canada                        | Célia Renata da Silva · Brasil                          | Karina Carvalho Bedoya · Colombia               | –                                      |
| 2006 | Liliana Campa Moerbeeck · Venezuela               | Rocío Guerrero Bobadilla · Tây Ban Nha                  | María Leonor Duque Trujillo · Colombia          | –                                      |
| 2007 | Yasmina Román Hernández · Honduras                | Monserrat María Montagut Enciso · México                | Diana Carolina Orjuela Castaño · Colombia       | –                                      |
| 2008 | Mónica Suset Bsereni Hadad · Venezuela            | Claudia Mabel Peña Gómez · Cộng hòa Dominica            | Ginelle Aimeé Saldaña González · Panama         | –                                      |
| 2009 | Natasha Alexandra Domínguez Boscán · Venezuela    | Victoria de Jesús Fernández Tavárez · Cộng hòa Dominica | Anelize García · Brasil                         | –                                      |
| 2010 | Flavia Fernanda Foianini Arzabe · Bolivia         | Audris Rijo Gómez · Cộng hòa Dominica                   | Ana Elizabeth Mosquera Gómez · Venezuela        | –                                      |
| 2011 | Jenny Marcela Arias Villada · Colombia            | Ana Isabel Miranda Socorro · Tây Ban Nha                | María Teresa Roca Córdova · Bolivia             | –                                      |
| 2012 | Laskary Andaly Metal Bitticaca · Indonesia        | Gabriella Ferrari Peirano · Venezuela                   | Aline Sales Dos Reis · Brasil                   | –                                      |
| 2013 | Melody Mir Jiménez · Cộng hòa Dominica            | Larissa Anna María Leeuwe · Aruba                       | Jennifer Giselle Valle Morel · Honduras         | –                                      |
| 2014 | María de los Remedios Gómez Benítez · Tây Ban Nha | Noelia Faviola Díaz Rodríquez · Paraguay                | Antonella Rodríguez González · Uruguay          | –                                      |
| 2015 | Yulibeth Yasmín Angarita Serrano · Venezuela      | Vitória Bisognin · Brasil                               | Yvanne Baptiste · Haiti                         | –                                      |
| 2016 | Laura Margarita Prada Anaya · Colombia            | María José García Breva · Tây Ban Nha                   | Jeslie Mergal · Hoa Kỳ                          | –                                      |
| 2017 | Sara Croce · Ý                                    | Francielly Soares Ouriques · Brasil                     | Ana Cristina Díaz D'Santiago · Venezuela        | –                                      |
| 2018 | Yanett Margarita Díaz Dib · Venezuela             | Norma Angelica Díaz Mancilla · Panama                   | Chelsey Mary García Agrón · Puerto Rico         | –                                      |
| 2019 | Yu Harada · Nhật Bản                              | María Sofía Contreras Trujillo · Venezuela              | Innessa Pontes · Brasil                         | Keila Sofía Rodas Castillo · Guatemala |
| 2020 | Natalia Daria Pigula · Ba Lan                     | Alessandra María Chiara Sánchez Cardola · Venezuela     | Ana Grisell Romero Nájera · Honduras            | –                                      |
| 2022 | Mariana Loaiza Cifuentes · Colombia               | Luciana Fernanda Martínez Cienfuegos · El Salvador      | Rebecca Linn Stoughton · Hoa Kỳ                 | –                                      |

## Số lần đăng quang
| Quốc gia/Lãnh thổ  | Số lần | Vào các năm                                    |
| ------------------ | ------ | ---------------------------------------------- |
| Brazil             | 8      | 1959, 1961, 1985, 1988, 1995, 2001, 2010, 2014 |
| Colombia           | 6      | 1974, 1975, 1982, 1993, 2009, 2019             |
| Venezuela          | 5      | 1998, 1999, 2013, 2016, 2022                   |
| Costa Rica         | 4      | 1989, 1991, 2000, 2007                         |
| Dominican Republic | 3      | 1981, 1996, 2011                               |
| Chile              | 3      | 1979, 1983, 1990                               |
| Spain              | 2      | 2005, 2018                                     |
| Bolivia            | 2      | 2008, 2012                                     |
| Germany            | 2      | 2002, 2004                                     |
| Puerto Rico        | 2      | 1976, 1994                                     |
| Argentina          | 2      | 1973, 1987                                     |
| Honduras           | 2      | 1963, 1984                                     |
| El Salvador        | 1      | 2020                                           |
| Mexico             | 1      | 2017                                           |
| Nhật Bản           | 1      | 2015                                           |
| Canada             | 1      | 2006                                           |
| Portugal           | 1      | 2003                                           |
| Peru               | 1      | 1997                                           |
| Uruguay            | 1      | 1992                                           |
| Paraguay           | 1      | 1972                                           |
| Panama             | 1      | 1957                                           |